# Fontenay-le-Pesnel
Fontenay-le-Pesnel település Franciaországban, Calvados megyében. Lakosainak száma 1237 fő (2022. január 1.). Fontenay-le-Pesnel Audrieu, Cristot, Juvigny-sur-Seulles, Tessel, Tilly-sur-Seulles és Thue et Mue községekkel határos.

## Népesség
A település népességének változása:
| Lakosok száma | 475  | 828  | 902  | 919  | 1161 | 1177 | 1160 | 1199 | 1197 | 1237 |
|               | 1968 | 1982 | 1990 | 2006 | 2013 | 2015 | 2017 | 2019 | 2020 | 2022 |